# Golden Globe de la meilleure actrice dans une série télévisée
Le Golden Globe de la meilleure actrice dans une série télévisée (Actress in a Television Series) est une récompense télévisuelle  décernée annuellement de 1962 à 1969 par la Hollywood Foreign Press Association.
Elle a été scindée en deux catégories à partir de 1970 : Golden Globe de la meilleure actrice dans une série télévisée dramatique et Golden Globe de la meilleure actrice dans une série télévisée musicale ou comique.

## Palmarès
- 1962 : Pauline Fredericks[1]
- 1963 : Donna Reed pour le rôle de Donna Stone dans The Donna Reed Show[2]
- 1964 : Inger Stevens pour le rôle de Katy Holstrum dans The Farmer's Daughter[3]
  - Shirley Booth pour le rôle d'Adèle dans Adèle (Hazel)
  - Carolyn Jones pour les rôles de Betsy, Meredith et Jane Richards, Olivia Manning dans L'Homme à la Rolls (Burke's Law)
  - Dorothy Loudon pour son propre rôle dans The Garry Moore Show
  - Gloria Swanson pour le rôle de Venus Hekate Walsh dans L'Homme à la Rolls (Burke's Law)
- 1965 : Mary Tyler Moore pour le rôle de Laura Meeker / Meehan Petrie dans The Dick Van Dyke Show[4]
  - Yvette Mimieux pour le rôle de Pat Holmes dans Le Jeune Docteur Kildare (Dr. Kildare)
  - Dorothy Malone pour le rôle de Constance Mackenzie dans Peyton Place
  - Elizabeth Montgomery pour le rôle de Samantha Stephens / Serena dans Ma sorcière bien-aimée (Bewitched)
  - Julie Newmar pour le rôle de Rhoda Miller dans My Living Doll
- 1966 : Anne Francis pour le rôle d'Honey West dans Honey West[5]
  - Barbara Stanwyck pour le rôle de Victoria Barkley dans La Grande Vallée (The Big Valley)
  - Patty Duke pour le rôle de Patty Lane / Cathy Lane dans The Patty Duke Show
  - Mia Farrow pour le rôle d'Allison Mackenzie dans Peyton Place
  - Dorothy Malone pour le rôle de Constance Mackenzie dans Peyton Place
- 1967 : Marlo Thomas pour le rôle d'Ann Marie dans That Girl[6]
  - Barbara Stanwyck pour le rôle de Victoria Barkley dans La Grande Vallée (The Big Valley)
  - Elizabeth Montgomery pour le rôle de Samantha / Serena dans Ma sorcière bien-aimée (Bewitched)
  - Phyllis Diller pour le rôle de Phyllis Pruitt dans The Pruitts of Southampton
  - Barbara Eden pour le rôle de Jinny dans Jinny de mes rêves (I Dream of Jeannie)
- 1968 : Carol Burnett pour son propre rôle dans The Carol Burnett Show[7]
  - Barbara Bain pour le rôle de Cinnamon Carter dans Mission impossible (Mission: Impossible)
  - Lucille Ball pour le rôle de Lucy Carmichael dans L'Extravagante Lucy (The Lucy Show)
  - Nancy Sinatra pour son propre rôle dans The Nancy Sinatra Show
  - Barbara Stanwyck pour le rôle de Victoria Barkley dans La Grande Vallée (The Big Valley)
- 1969 : Diahann Carroll pour le rôle de Julia Baker dans Julia[8]
  - Doris Day pour le rôle de Doris Martin dans Doris comédie (The Doris Day Show)
  - Hope Lange pour le rôle de Carolyn Muir dans Madame et son fantôme (The Ghost and Mrs. Muir)
  - Elizabeth Montgomery pour le rôle de Samantha Stephens / Serena dans Ma sorcière bien-aimée (Bewitched)
  - Nancy Sinatra pour son propre rôle dans The Nancy Sinatra Show